# Даидо
Даидо (大同) је јапанска ера (ненко) која је наступила после Енрјаку и пре Конин ере. Временски је трајала од маја 806. до септембра 810. године и прва је званична ера Хејан периода. Владајући цареви били су Хеизеи и Сага.

## Важнији догађаји Даидо ере
- 9. април 806. (Даидо 1, седамнаести дан трећег месеца) Након 25 година владања цар Канму умире и након расправе саветници предлажу да наследник буде његов син Хеизеи који ускоро наслеђује трон.[3][4][5]
- 18. мај 809. (Даидо 4, први дан четвртог месеца) Цар Хеизеи се разбољева у својој четвртој години владавине и због тога силази са власти, а пошто је његов прворођени син постао будистички свештеник трон наслеђује други син. Започиње владавина цара Сага.[6]